# Roth
Roth ([ʁoːt] ⓘ, fränkisch: Roud; früher Roth am Sand und Roth bei Nürnberg) ist die Kreisstadt des mittelfränkischen Landkreises Roth. Die Stadt gehört zur Europäischen Metropolregion Nürnberg.

## Geografie
Roth liegt 22 Kilometer südlich von Nürnberg am Zusammenfluss der Flüsse Roth, Rednitz und Aurach in der mittelfränkischen Keuperbucht (vgl. Keuper) am nördlichen Rand des Fränkischen Seenlandes. Früher wurde es deshalb auch Roth am Sand genannt. Vier Kilometer östlich verläuft der Main-Donau-Kanal.

## Gemeindegliederung
Die Gemeinde hat 30 Gemeindeteile (in Klammern ist der Siedlungstyp angegeben):
- Barnsdorf (Dorf)
- Belmbrach (Dorf)
- Bernlohe (Kirchdorf)
- Birkach (Dorf)
- Brückleinsmühle (Einöde)
- Eckersmühlen (Pfarrdorf)
- Eichelburg (Dorf)
- Eisenhammer an der Roth (Weiler)
- Finstermühle (Einöde)
- Haimpfarrich (Dorf)
- Harrlach (Dorf)
- Hasenbruck (Einöde)
- Heubühl (Dorf)
- Hofstetten (Dorf)
- Kiliansdorf (Dorf)
- Kupferhammer an der Roth (Einöde)
- Leonhardsmühle (Einöde)
- Meckenlohe (Dorf)
- Obere Glasschleife (Dorf)
- Obersteinbach an der Haide (Dorf)
- Pfaffenhofen (Pfarrdorf)
- Pruppach (Dorf)
- Roth (Hauptort)
- Rothaurach (Dorf)
- Untere Glasschleife (Einöde)
- Unterheckenhofen (Dorf)
- Untersteinbach an der Haide (Dorf)
- Wallersbach (Einöde)
- Wallesau (Pfarrdorf)
- Zwiefelhof (Weiler)

Außerdem gibt es die Wohnplätze Fallhütte, Kauernhofen und Roth Bahnhof. Fallhütte ist im Gemeindeteil Kiliansdorf aufgegangen, Kauernhofen und Roth Bahnhof im Gemeindeteil Roth. Hasenbruck ist vor der Flutung des Rothsees abgerissen worden.
Es gibt auf dem Gemeindegebiet die Gemarkungen Belmbrach, Bernlohe, Birkach (Gemarkungsteil 0), Brunnau (Gemarkungsteil 0), Eckersmühlen, Harrlach, Pfaffenhofen, Rittersbach (Gemarkungsteil 1), Roth, Rothaurach und Wallesau (Gemarkungsteil 1). Die Gemarkung Roth hat eine Fläche von 13,753 km². Sie ist in 7165 Flurstücke aufgeteilt, die eine durchschnittliche Fläche von 1919,46 m² haben. In ihr liegt neben dem namensgebenden Ort der Gemeindeteil Obere Glasschleife.

## Geschichte

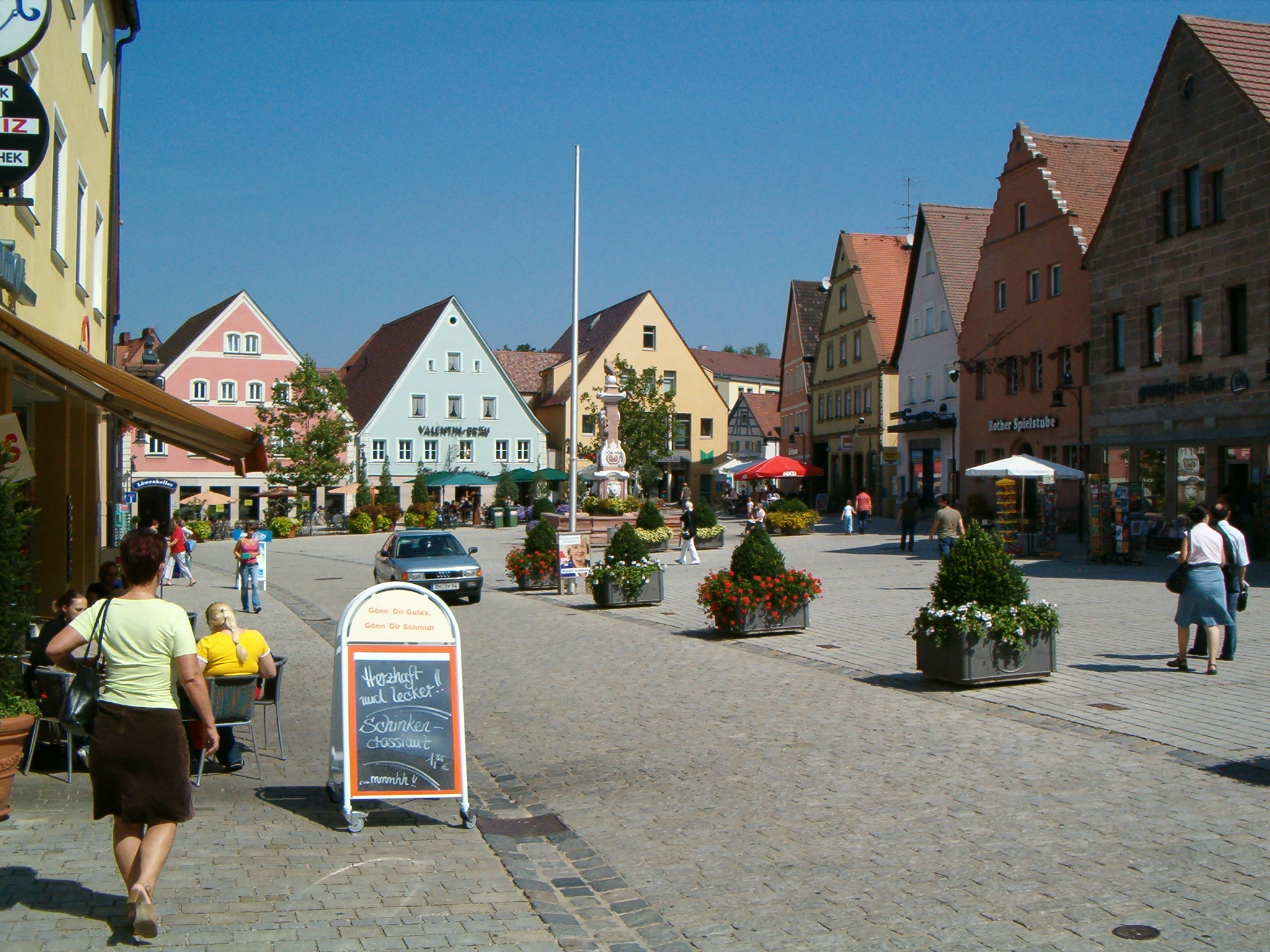
Marktplatz von Roth

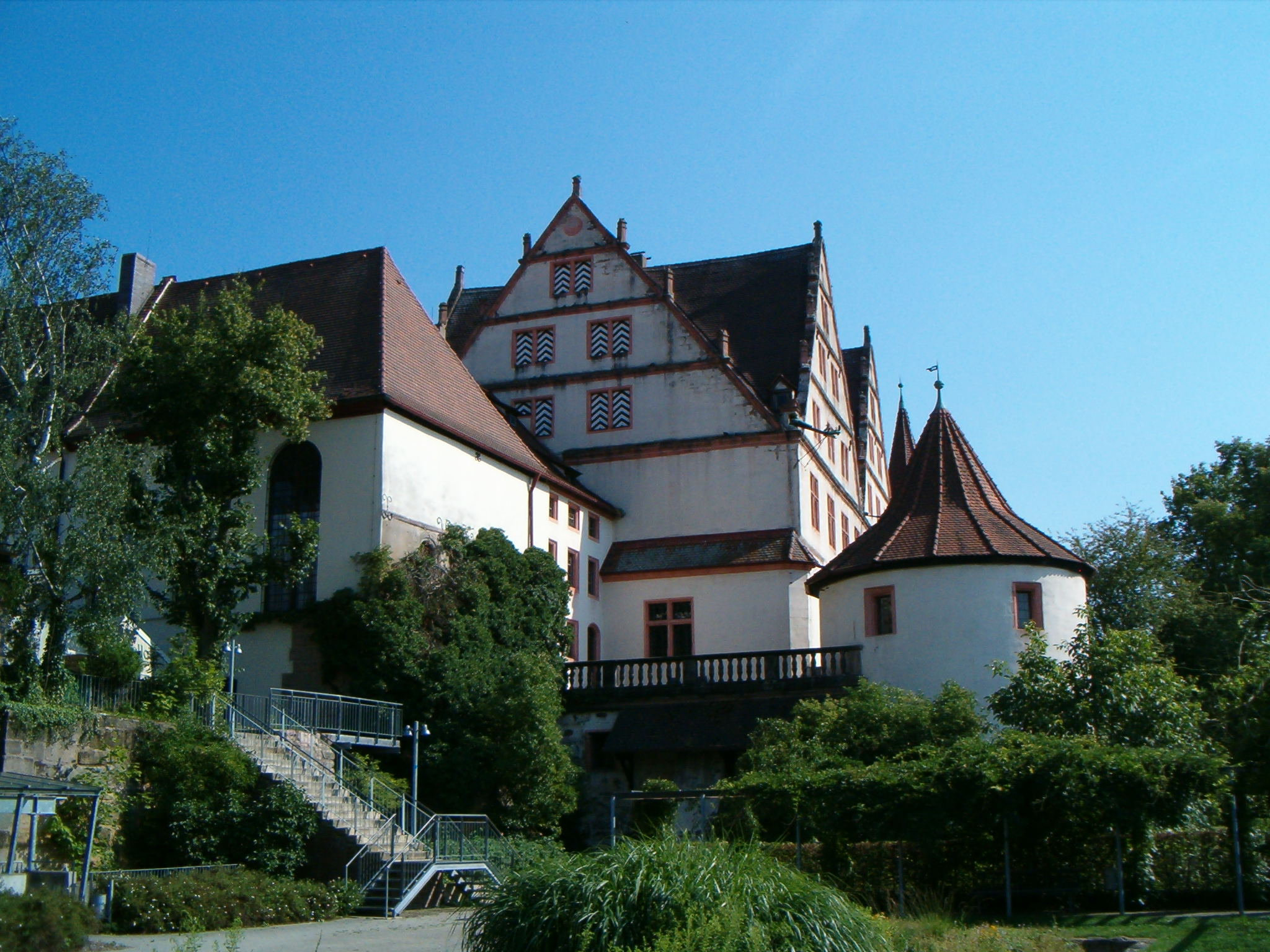
Schloss Ratibor

### Mittelalter
Der Ort wurde 1057/1075 als Rote erstmals urkundlich bezeugt, 1251 als Rot und 1363 als Roth. Der Ortsname leitet sich vom gleichnamigen Gewässernamen ab, der wohl nach dem roten Gestein des Flussbetts benannt wurde.
Um das Jahr 1200 fiel Roth über den Erbweg an die Burggrafschaft Nürnberg.
Seit dem 12. Jahrhundert bestand ein Markt, Mitte des 14. Jahrhunderts sind Stadtrechte nachweisbar. Seit 1349 ist in Roth ein mittelalterliches Leprosorium nachweisbar, das als Sondersiechenhaus bezeichnet wurde. 1887 ist das Gebäude abgebrannt.

### Frühe Neuzeit
Gegen Ende des 18. Jahrhunderts gab es in Roth 302 Anwesen und außerdem noch kirchliche, kommunale und herrschaftliche Gebäude. Das Hochgericht übte das brandenburg-ansbachische Oberamt Roth aus, die Dorf- und Gemeindeherrschaft sowie die Grundherrschaft über alle Anwesen hatte das Stadtrichteramt Roth inne.

### Nach dem Ende des Alten Reiches
1792 wurde das Fürstentum Ansbach – und damit auch Roth – zunächst preußisch und 1806 bayerisch. Von 1797 bis 1808 unterstand der Ort dem Justiz- und Kammeramt Roth. Im Rahmen des Gemeindeedikts wurde 1808 der Steuerdistrikt Roth gebildet, zu der Obere Glasschleife gehörte. 1811 entstand die Munizipalgemeinde Roth, die deckungsgleich mit dem Steuerdistrikt war. Sie war in Verwaltung und Gerichtsbarkeit dem Landgericht Pleinfeld (1858 in Landgericht Roth umbenannt) zugeordnet und in der Finanzverwaltung dem Rentamt Spalt (1919 in Finanzamt Spalt umbenannt). Mit dem Zweiten Gemeindeedikt (1818) wurde Roth zur Stadt II. Klasse erhoben. Ab 1862 gehörte Roth zum Bezirksamt Schwabach (1939 in Landkreis Schwabach umbenannt). Die Gerichtsbarkeit blieb beim Landgericht Roth (1879 in Amtsgericht Roth umbenannt), seit 1970 ist das Amtsgericht Schwabach zuständig. Die Gemeinde hatte ursprünglich eine Fläche von 11,923 km². Nach 1900, jedoch vor 1904 wurden Kauernhofen und Roth Bahnhof nach Roth umgemeindet, wodurch sich das Gemeindegebiet auf 13,570 km² vergrößerte. 1932 wurde das Finanzamt Spalt aufgelöst. Seitdem gehört Roth zum Sprengel des Finanzamtes Schwabach. 1923 erhielt der Ort den Zusatz „bei Nürnberg“. 1964 hatte die Gemeinde eine Gebietsfläche von 13,783 km².
Die Stadt wurde früh von der Industrialisierung erfasst und profitierte von dem seit 1849 bestehenden Bahnanschluss. Sie war ein Zentrum der Herstellung Leonischer Waren und profitierte vom Trend zum geschmückten Weihnachtsbaum ab dem 19. Jahrhundert.

### Nationalsozialismus
Auch im Zweiten Weltkrieg prosperierte die Stadt wegen der erhöhten Nachfrage nach Christbaumschmuck, der aus Propagandagründen sogar in den Kessel von Stalingrad eingeflogen wurde. 1935 verließen die letzten Juden Roth, nachdem das Nazi-Regime zu den damals üblichen Boykottmaßnahmen (in Roth mit Posten von Kindern vor jüdischen Geschäften) aufgerufen hatte und die letzten Juden verkaufen mussten.
Im Jahre 1937 wurde auf Bestreben des Reichsluftfahrtministeriums die Otto-Lilienthal-Kaserne gebaut, im Mai 1938 wurde dort der Flugbetrieb aufgenommen. Im Zweiten Weltkrieg waren in Roth mehrere Jagdgeschwader stationiert. Am 8. April 1945 wurde die Kaserne von den amerikanischen Streitkräften bombardiert und die Stadt kurz darauf am 21. April eingenommen. Gegen Kriegsende verlagerte das Institut für Fleckfieber- und Virusforschung seinen Sitz von Krakau nach Roth.
Der Name der Stadt wurde am 13. März 1973 amtlich von Roth b.Nürnberg in Roth geändert.

### Eingemeindungen
Am 1. Juli 1971 wurden im Zuge der Gebietsreform in Bayern die Gemeinden Belmbrach und Pfaffenhofen eingegliedert. Am 1. Januar 1972 kamen Bernlohe und Rothaurach sowie Teile der aufgelösten Gemeinde Brunnau und Wallesau hinzu. Am 1. Januar 1973 folgte Harrlach. Teile der aufgelösten Gemeinde Birkach wurden am 1. Januar 1975 eingegliedert. Mit der Eingliederung von Eckersmühlen und Unterheckenhofen (Teil der ehemaligen Gemeinde Rittersbach) wurde die Reihe der Eingemeindungen am 1. Mai 1978 abgeschlossen.

### Einwohnerentwicklung
Gemeinde Roth
| Jahr | Einwohner | Häuser | Quelle |
| ---- | --------- | ------ | ------ |
| 1818 | 2361      | 318    | [ 26 ] |
| 1840 | 2444      | 264    | [ 27 ] |
| 1852 | 2447      |        | [ 17 ] |
| 1861 | 2507      |        | [ 28 ] |
| 1867 | 2492      |        | [ 29 ] |
| 1871 | 2458      | 294    | [ 30 ] |
| 1875 | 2604      |        | [ 31 ] |
| 1880 | 2872      |        | [ 32 ] |
| 1885 | 3456      | 348    | [ 14 ] |
| 1890 | 3323      | 377    | [ 33 ] |

| Jahr | Einwohner | Häuser | Quelle |
| ---- | --------- | ------ | ------ |
| 1895 | 3751      |        | [ 17 ] |
| 1900 | 4049      | 505    | [ 15 ] |
| 1905 | 4826      |        | [ 17 ] |
| 1910 | 5307      |        | [ 34 ] |
| 1919 | 5030      |        | [ 17 ] |
| 1925 | 5581      | 624    | [ 35 ] |
| 1933 | 5840      |        | [ 17 ] |
| 1939 | 6573      |        | [ 17 ] |
| 1946 | 8602      |        | [ 17 ] |

| Jahr | Einwohner | Häuser | Quelle |
| ---- | --------- | ------ | ------ |
| 1950 | 8910      | 1024   | [ 36 ] |
| 1961 | 10.281    | 1532   | [ 18 ] |
| 1970 | 11.336    |        | [ 37 ] |
| 1987 | 19.807    | 4567   | [ 38 ] |
| 2007 | 24.773    |        | [ 39 ] |
| 2011 | 24.279    |        | [ 39 ] |
| 2016 | 25.102    | 6167   | [ 39 ] |
| 2017 | 25.220    | 6203   | [ 39 ] |
| 2020 | 25.232    | 6284   | [ 40 ] |

Ort Roth
| Jahr | Einwohner | Häuser | Quelle |
| ---- | --------- | ------ | ------ |
| 1818 | 2342      | 314    | [ 26 ] |
| 1840 | 2436      | 262    | [ 27 ] |
| 1861 | 2468      |        | [ 28 ] |
| 1871 | 2446      |        | [ 30 ] |
| 1885 | 3445      | 345    | [ 14 ] |
| 1900 | 4034      | 443    | [ 15 ] |

| Jahr | Einwohner | Häuser | Quelle |
| ---- | --------- | ------ | ------ |
| 1925 | 5571 †    | 622 †  | [ 35 ] |
| 1950 | 8910 *    | 1024 * | [ 36 ] |
| 1961 | 10.281 *  | 1532 * | [ 18 ] |
| 1970 | 11.268 †  |        | [ 37 ] |
| 1987 | 12.292 *  | 2621 * | [ 38 ] |

2020 wurden in Roth 242 Kinder geboren. Im März 2024 wurde die Einwohnerzahl mit 25.679 angegeben. Dazu kommen 974 Zweitwohnungen. Nicht zuletzt aufgrund der Ansiedlung der Offiziersschule der Luftwaffe mit voraussichtlich 2000 Beschäftigten arbeitet der Bund mit Bauträgern daran, Wohnraum in und um Roth zu schaffen.

## Politik

### Stadtrat
In Roth existieren Ortsvereine aller im Stadtrat vertretenen Fraktionen. Zudem gibt es Ortsverbände der Jusos, der Jungen Union und der Grünen Jugend.
Der 30-köpfige Stadtrat wurde zuletzt am 15. März 2020 gewählt. Die Wahlbeteiligung lag bei 47,60 %. Nachfolgend das Ergebnis und die sich daraus ergebende Sitzverteilung:
| Partei / Liste        | Sitze 2014 | Sitze 2020          | Stimmenanteil 2020 |
| --------------------- | ---------- | ------------------- | ------------------ |
| CSU                   | 10         | 9                   | 31,48 %            |
| SPD                   | 8          | 6                   | 19,98 %            |
| Bündnis 90/Die Grünen | 3          | 4                   | 13,32 %            |
| FDP                   | 1          | 1                   | 03,42 %            |
| Die Franken           | 1          | 1 (0 seit 04/2025)* | 03,21 %            |
| Freie Wähler          | 5          | 5 (6 seit 04/2025)  | 16,14 %            |
| Wählergemeinschaft    | 2          | 2                   | 05,50 %            |
| Linke                 | –          | 1                   | 02,56 %            |
| Die PARTEI            | –          | 1                   |                    |

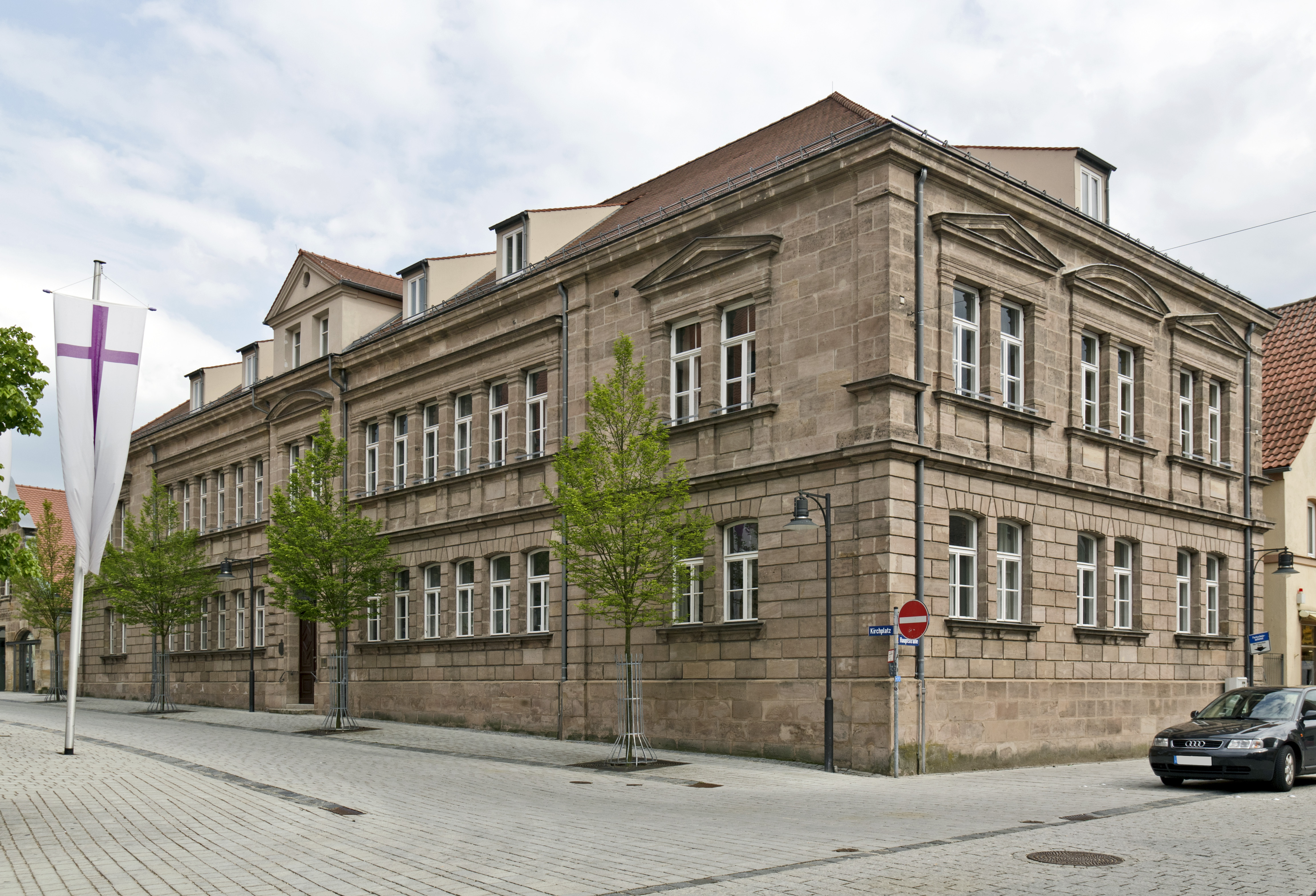
Das Rathaus am Kirchplatz

- Das Stadtratsmitglied der Partei für Franken trat zu den Freien Wählern über.

### Erster Bürgermeister
Bei der Bürgermeisterwahl am 16. Januar 2022 wurde Andreas Buckreus (SPD) mit einem Stimmenanteil von 56,29 % zum Ersten Bürgermeister gewählt. Die außerplanmäßige Neuwahl wurde erforderlich, weil dessen Amtsvorgänger Ralph Edelhäußer (CSU) erstmals bei der Bundestagswahl 2021 antrat und sich für den Wahlkreis 246 Roth, bestehend aus den beiden Landkreisen Nürnberger Land und Roth, das Direktmandat als Bundestagsabgeordneter (MdB) sichern konnte. Ralph Edelhäußer war seit dem 23. März 2011 Erster Bürgermeister von Roth.

### Wappen und Flagge
Wappen
| Wappen von Roth | Blasonierung: „Geviert von Silber und Schwarz; in 1 der rote Großbuchstabe R.“ |
| Wappen von Roth | Wappenbegründung: Das Stadtwappen besteht aus der schwarz-weißen Zollernvierung und einem roten R (heraldisch rechts oben) als Kürzel für die Namen derer von Ratibor, die auch das Schloss Ratibor erbauten. Im 15. Jahrhundert war das Herzogtum Oppeln-Ratibor an das Fürstentum Ansbach verpfändet. Roth führt seit dem 14. Jahrhundert ein Wappen. |

Flagge
Die Gemeindeflagge ist weiß-schwarz.

### Städtepartnerschaften
Roth unterhält Städtepartnerschaften mit Racibórz (Ratibor), Oberschlesien, in Polen, wo man eigens einen Roth-Park so benannte, mit Opava (Troppau), ebenfalls Oberschlesien, in Tschechien, mit der niederbayerischen Stadt Regen sowie mit Xinbei (Changzhou) in China.

## Bildung, Kultur, Freizeit und Sehenswürdigkeiten

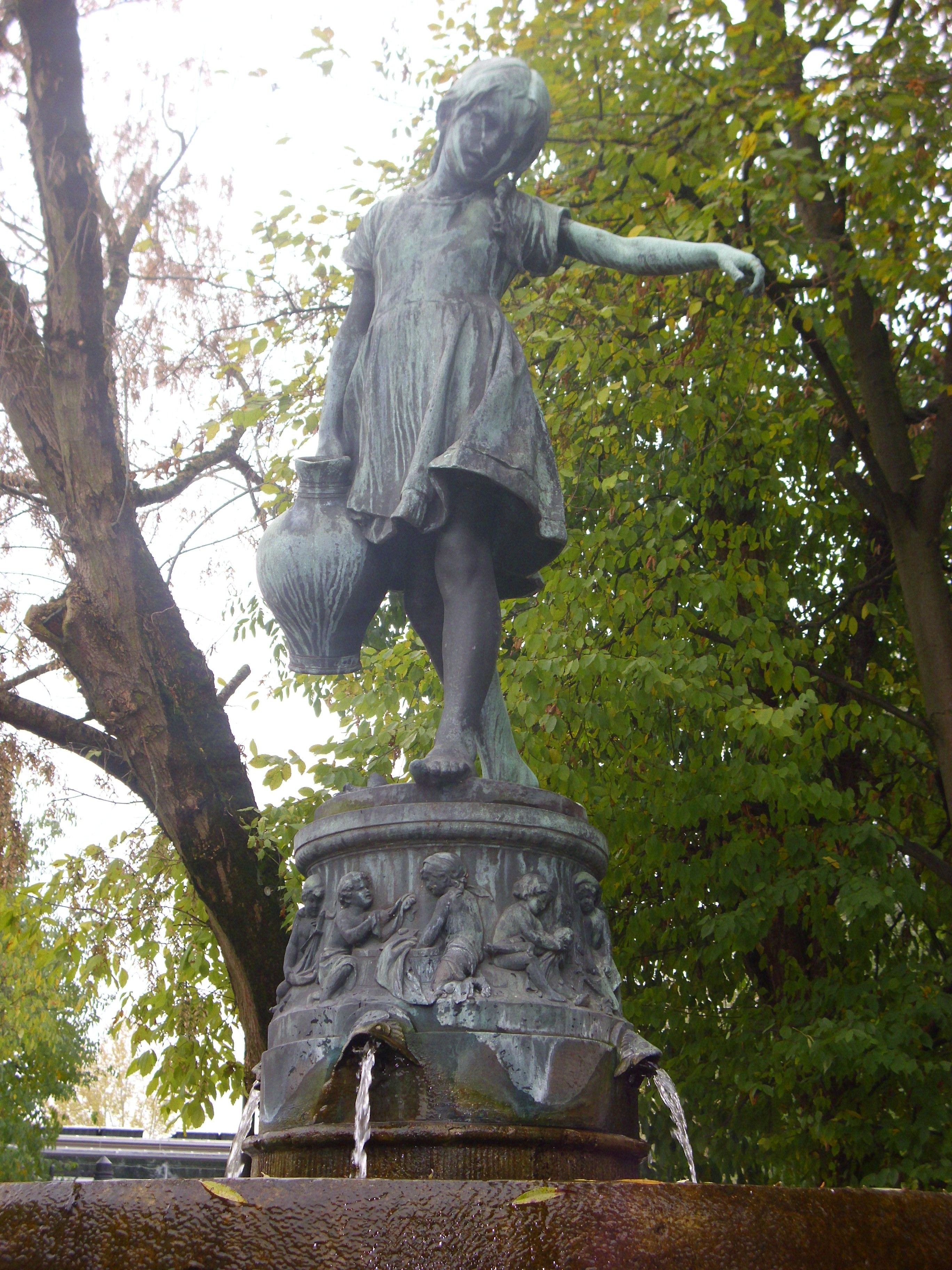
Städtlerbrunnen in Roth

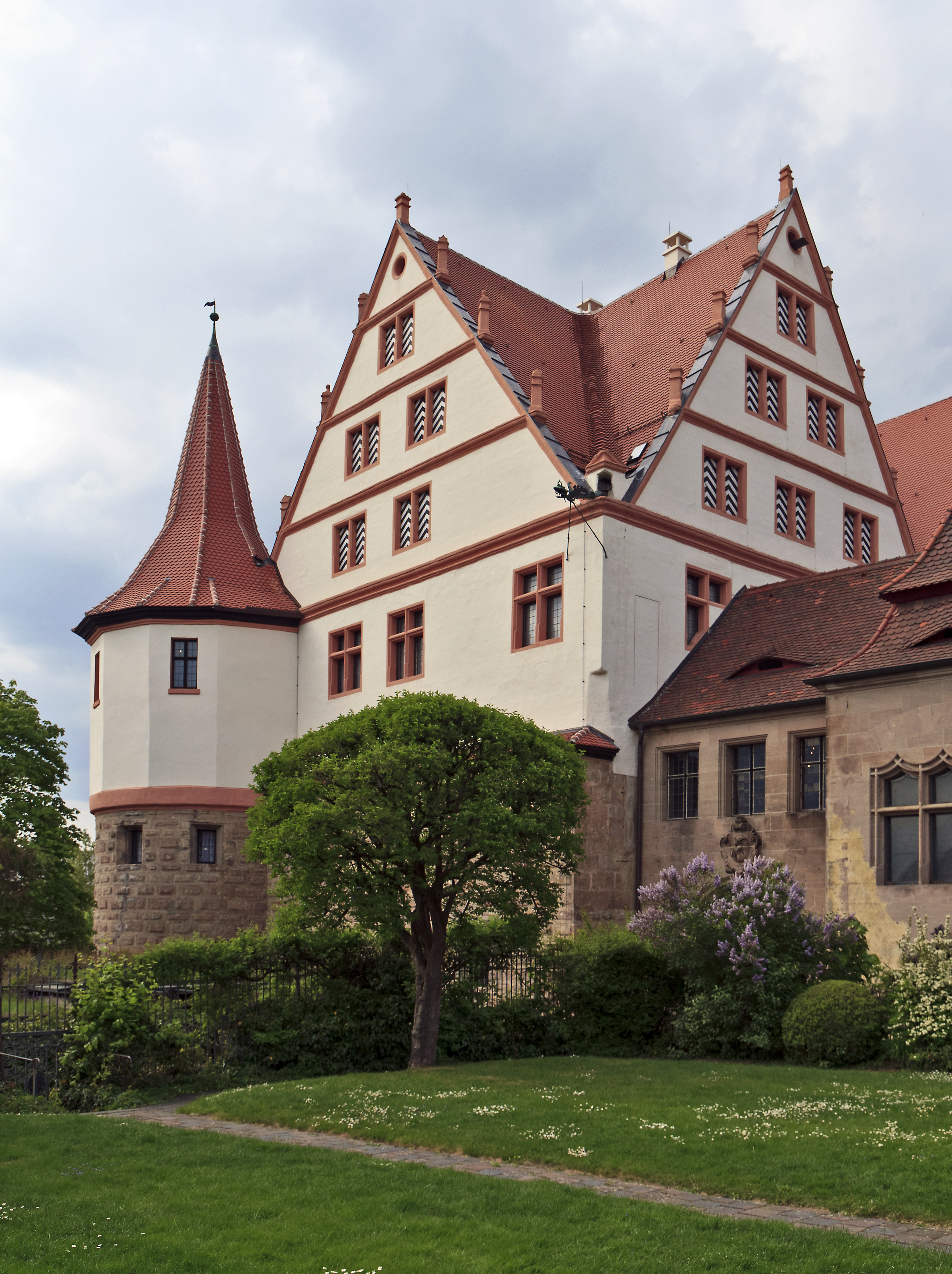
Schloss Ratibor

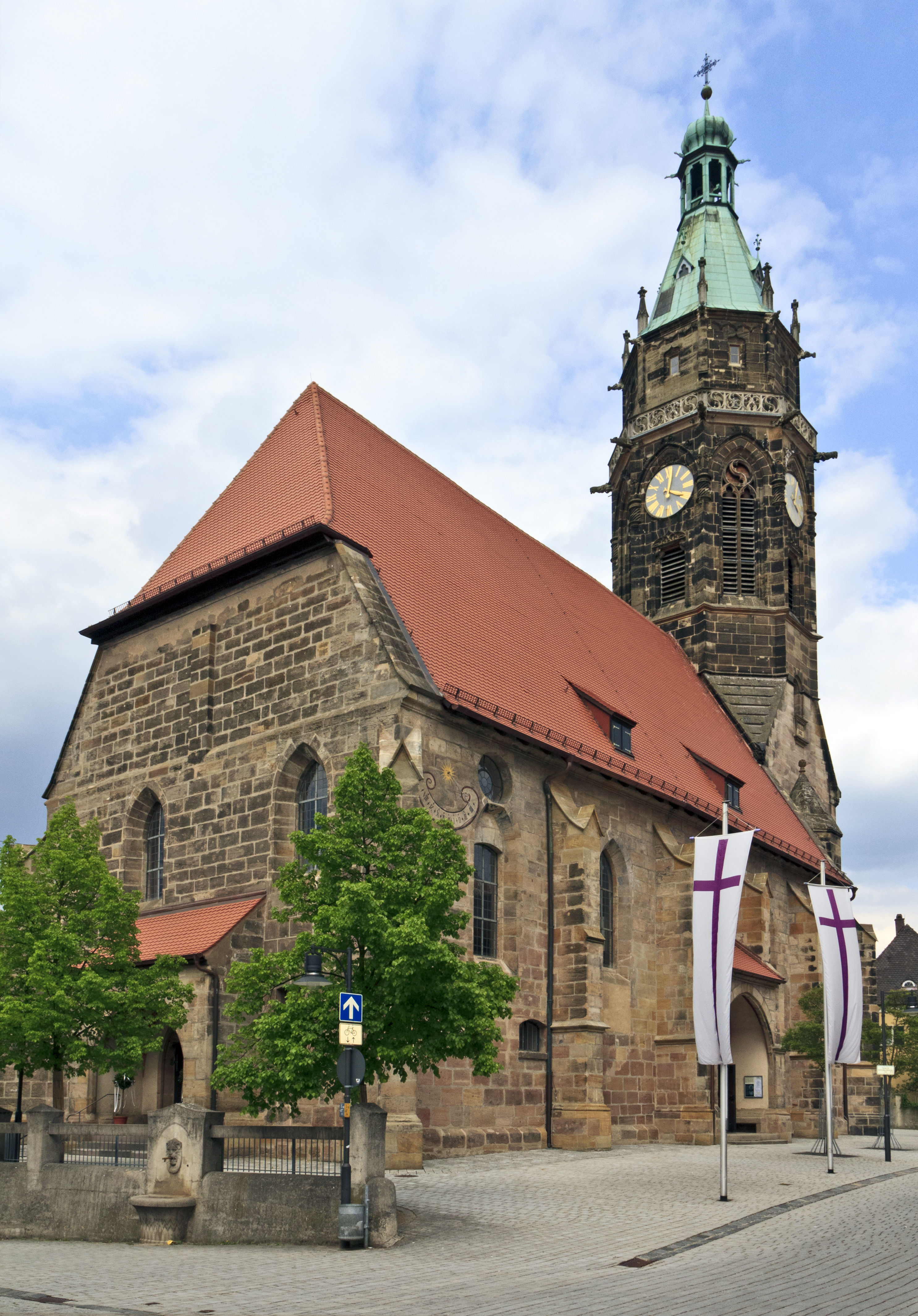
Evangelische Stadtkirche

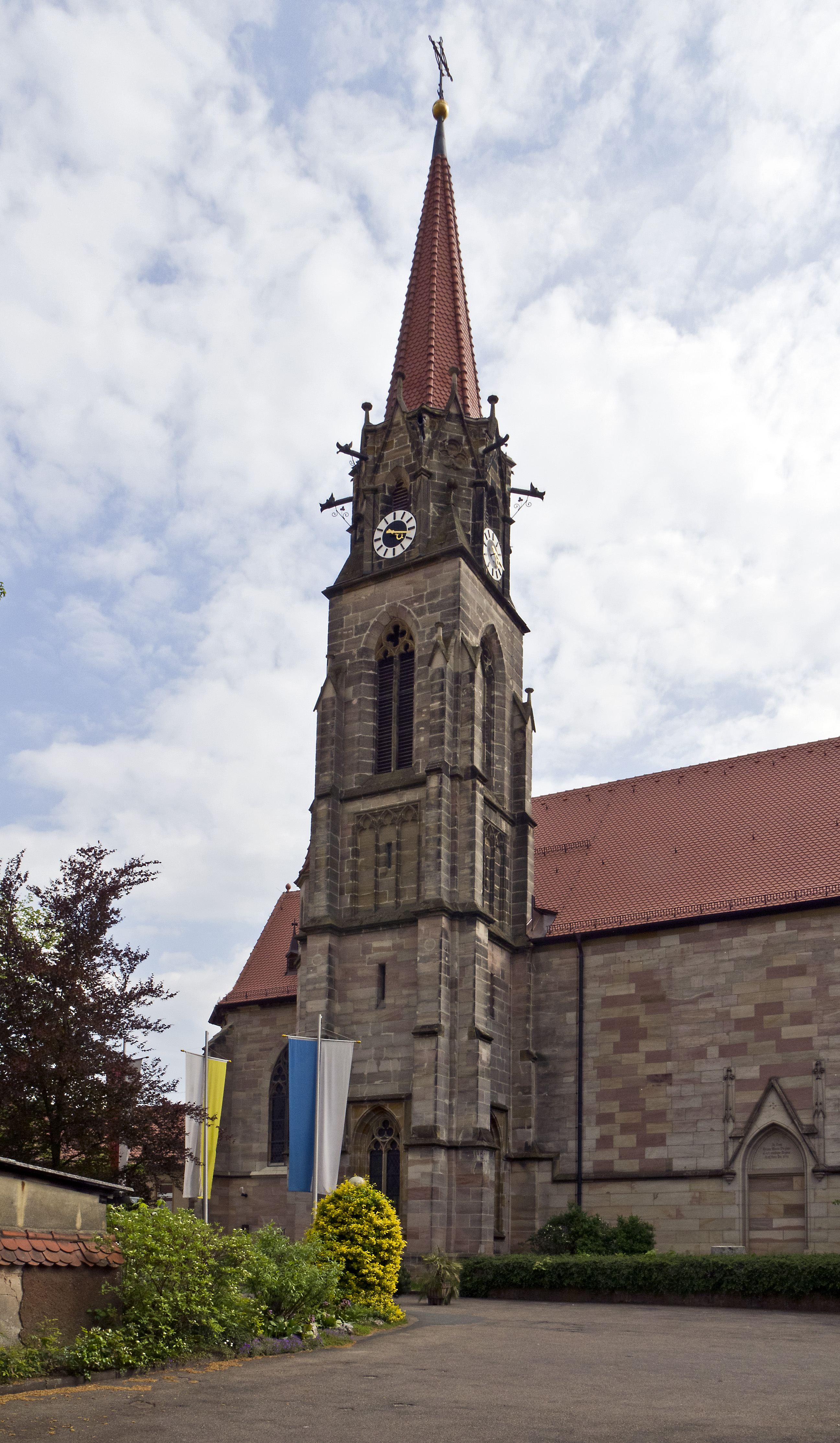
Katholische Pfarrkirche

### Bildung
- Sechs Kindergärten; Ende 2020 gab es 1434 Kindergarten- sowie 200 Krippen-Plätze.[41]
- Grund- und Hauptschulen:

- Volksschule Eckersmühlen (Grundschule 1.–4. Jahrgangsstufe)
- Volksschule Gartenstraße (Grundschule 1.–4. Jahrgangsstufe mit Mittagsbetreuung)
- Volksschule Kupferplatte (Grundschule 1.–4. Jahrgangsstufe mit Mittagsbetreuung)
- Grundschule Nordring (Grundschule 1.–4. Jahrgangsstufe mit Mittagsbetreuung)
- Grundschule Pfaffenhofen (Grundschule 1.–4. Jahrgangsstufe)

- Weiterführende Schulen:

- Anton-Seitz-Mittelschule (Hauptschule 5.–10. Jahrgangsstufe mit Ganztagsbetreuung)
- Wilhelm-von-Stieber-Schule – Staatliche Realschule (5.–10. Jahrgangsstufe)
- Gymnasium Roth (naturwissenschaftlich-technologisches und sprachliches Gymnasium)

- Sonstige Bildungseinrichtungen:

- Sonderpädagogisches Förderzentrum
- Staatliche Berufsschule
- Berufsfachschule für Altenpflege
- Berufsfachschule für Krankenpflege
- Berufsfachschule für technische Assistenten für Informatik
- Landwirtschaftsschule
- Fachschule für Maschinenbau
- Offizierschule der Luftwaffe in der Otto-Lilienthal-Kaserne

- Stadtbibliothek mit rund 30.000 Medien.[47]
- Volkshochschule

### Soziales
- Kreisklinik
- Einrichtungen der Altenpflege
- Unterkünfte für Asylbewerber
- Die Stadt Roth bietet auch ein reichhaltiges Vereinsangebot. So gibt es hier beispielsweise die Sportvereine TSV Bernlohe 1949 e. V., TSG 08 Roth und SpVgg Roth e. V., den Sportschützenverein SSV Birkenhain-Belmbrach 1968 e. V., den Tanz-Sport-Club Roth e. V. usw. oder den gemeinnützigen Lions Club Roth-Hilpoltstein.[48]

### Museen
- Fabrikmuseum der Leonischen Industrie
- Historischer Eisenhammer Eckersmühlen
- Museum Schloss Ratibor

### Bauwerke
- Das Markgrafenschloss Ratibor wurde 1535 bis 1538 von Markgraf Georg dem Frommen von Brandenburg-Ansbach erbaut. Die finanziellen Mittel stammten aus den oberschlesischen Provinzen Oppeln, Jägerndorf und Ratibor des Markgrafen. Deshalb wurde das Schloss „Ratibor an der Retzet“ genannt.
- Die evangelische Stadtkirche, auf einer Anhöhe, etwas abseits des mittelalterlichen Marktplatzes gelegen, bildet mit ihrem hoch aufragenden Turm ein markantes Wahrzeichen der Altstadt. Sie wurde etwa im 14. Jahrhundert erbaut und später mehrmals umgebaut (1511, 1732–1738, 1882–1885). Im Zuge der Reformation wurde die Kirche im Jahre 1529 evangelisch.
- Die katholische Pfarrkirche: Am Ende des 19. Jahrhunderts erhielt die stark angewachsene katholische Gemeinde ein eigenes Gotteshaus, die neugotische Pfarrkirche St. Maria, die am 13. November 1898 geweiht wurde. In ihrem Inneren stehen zwei bedeutende spätgotische Altäre aus der Kirche in Rednitzhembach. Es handelt sich um charakteristische Beispiele der Nürnberger Kunst um 1500.
- Der Brunnen am Marktplatz mit dem brandenburgischen Adler auf der reich mit Rokoko-Ornamenten verzierten Brunnensäule stammt aus dem Jahr 1757.
- das Riffelmacherhaus, Haus Nr. 43 am Marktplatz, ausgestattet mit Zierfachwerk aus der Zeit um 1600
- das Seckendorff-Schlösschen
- Das Alte Rathaus an der Hauptstraße, ein Bau aus dem Jahr 1759 trägt auf seinem Giebel eine Figur der Justitia und an der Fassade ein Relief mit dem Stadtwappen. Das Stadtwappen an der Südseite mit der Jahreszahl 1533 stammt vom Vorgängerbau.
- der Stieberpark
- das Gartenschaugelände; ehemaliges Ausstellungsgelände der kleinen Landesgartenschau, angrenzend an den Stadtpark mit einem alten Bahnhäuschen aus der Zeit um 1900

### Freizeit- und Sportanlagen
- Jugendhaus
- Kulturfabrik Roth
- Nordic-Walking-Park
- Freizeitbad im Rothgrund
- Kreissportanlage
- Surf- und Segelzentrum
- Skatepark im Rothgrund

### Medien
Die früher eigenständige Roth-Hilpoltsteiner Volkszeitung unterhält weiterhin ein Redaktionsbüro in Roth und erscheint als Regionalausgabe des VNP.

### Religionen
Es bestehen Gemeinden der beiden großen christlichen Konfessionen, eine neuapostolische, eine freikirchliche Gemeinde der Christen Ecclesia und seit 1977 auch eine kleine islamische Gemeinde. Die Zeugen Jehovas versammeln sich im Gemeindeteil Eckersmühlen.
Seit dem 15. Jahrhundert gab es in Roth Juden. Im 17. Jahrhundert bildeten sie eine Gemeinde mit zehn Familien. 1840 gab es in Roth noch 167 Juden, 1925 waren es nur noch 20. 1935 wurde die jüdische Gemeinde schließlich aufgelöst.

## Wirtschaft, Verkehr und Infrastruktur

### Wirtschaft
Roth besitzt eine gewachsene Infrastruktur. Hervorzuheben sind hier insbesondere die LEONI Kabel GmbH, die NUTRICHEM Diät und Pharma GmbH, die Carl Schlenk AG, die Feser-Joachim Automobil GmbH, Firmengruppe Reithelshöfer, die BHR Baustoffhandel GmbH, die Hans Humpenöder GmbH usw. Daneben sind in Roth auch mehrere kleinere Traditionsunternehmen ansässig, die teilweise seit mehreren Jahrzehnten Teil der Stadt sind. Dazu gehören u. a. die O. Lux GmbH & Co. KG, die Speck Firmengruppe, die Strobel AG, die Firma Bayka oder die Zweirad Müller GmbH & Co. KG. Ferner besaß die Stadt auch seit 1924 eine eigene Brauerei, die Stadtbrauerei Roth, im Rothgrund. Diese wurde aufgrund tiefroter Zahlen 2006 an die Privatbrauerei Hofmühl, Eichstätt abgegeben, welche den Braubetrieb – entgegen vorheriger mündlicher Zusagen – 2007 endgültig stilllegte.

### Verkehr
Im Straßenverkehr wird Roth östlich von der Bundesstraße 2 tangiert. Sie führt an Rednitzhembach vorbei zur Anschlussstelle 57 der Bundesautobahn 6 (10,5 km nördlich) bzw. an Röttenbach vorbei nach Pleinfeld (18,5 km südwestlich). Im Stadtgebiet gibt es vier Auffahrten zur B 2. Die Staatsstraße 2220 verläuft über Rothaurach und Kleinabenberg nach Abenberg (9,5 km westlich) bzw. über Eckersmühlen nach Hilpoltstein (9,5 km südöstlich). Die Staatsstraße 2409, die früher die B 2 war, verläuft über Pfaffenhofen und Rednitzhembach zur Anschlussstelle 56 der A 6 (9 km nördlich) bzw. zur B 2 (3,5 km südlich). Die Staatsstraße 2237 verläuft westlich zur Anschlussstelle 55 der Bundesautobahn 9 (9 km östlich) und weiter nach Allersberg (11 km östlich). Die Kreisstraße RH 6 verläuft über Barnsdorf und Bernlohe nach Georgensgmünd (7 km südwestlich). Gemeindeverbindungsstraßen verlaufen nach Büchenbach zur Kreisstraße RH 3 (3,3 km nordwestlich), nach Meckenlohe (3,8 km nordöstlich) und nach Belmbrach (1,3 km südöstlich).
Der Bahnhof Roth liegt an der Bahnstrecke Treuchtlingen–Nürnberg, ist Endpunkt der S-Bahn-Strecke Nürnberg–Roth und Anfang der Bahnstrecke Roth–Hilpoltstein (Gredl), an der auch der Haltepunkt Lohgarten-Roth liegt. Mit Regionalbahn- und Regional-Express-Zügen bestehen vom Bahnhof tagsüber stündliche und teils halbstündliche Verbindungen nach München, im Wechsel über Augsburg oder Ingolstadt. Die S-Bahn der Linie 2 Roth – Nürnberg – Hartmannshof verkehrt im 20-/40-Minuten-Takt. Die S-Bahn soll zukünftig nach Hilpoltstein verlängert und somit auch der Haltepunkt Lohgarten von der S-Bahn erschlossen werden. Mehrere Stadtbuslinien werden von Röhler Stadt Bus GmbH (RSB) im Auftrag des VGN betrieben und bedienen auch Orte in der Umgebung.
Für die Schwerst- und Schüttgüterabfertigung per Schiff besteht im Industriegebiet Lände Roth ein direkter Zugang zum Europäischen Wasserstraßensystem am Main-Donau-Kanal, Hafen Roth bei MDK KM 90,7 West, der etwa ein- bis zweimal wöchentlich angesteuert wird. 2013 wurden dort mehr als 75.000 Tonnen Güter umgeschlagen. Ein Landungssteg mit Schwimmponton wird nicht regelmäßig bedient.
Der 4 km südlich von Roth gelegene Flugplatz Roth wird derzeit ausschließlich polizeilich, militärisch, für Rettungsaufgaben und vom Fliegerclub Roth genutzt. Der nächstgelegene Verkehrsflughafen ist der 35 km entfernte Flughafen Nürnberg.

## Regelmäßige Veranstaltungen

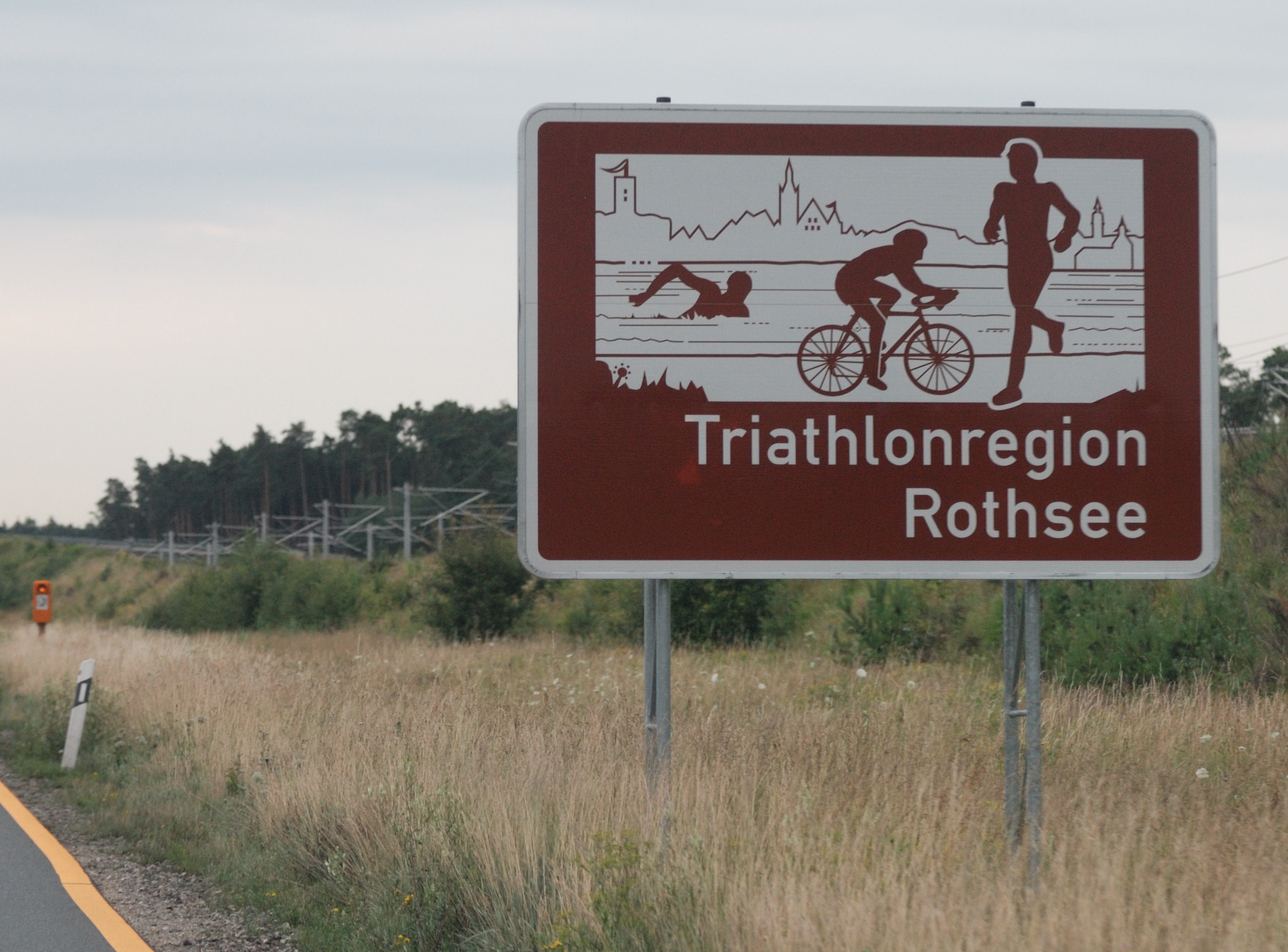
Unterrichtungstafel an der A 9

- März/April: Rother Bluestage (bei den 31. Bluestagen 16.–24. März)[53]
- Ende Mai: Spargelfest
- Mitte Juni (alle zwei Jahre): Backofenfest in Roth-Bernlohe
- Letztes Juni-Wochenende: Rothsee-Triathlon-Festival
- Juli/August: Rother Schlosshofspiele
- Anfang Juli: Eichelburger Backofenfest
- Erstes Juliwochenende: Landkreislauf
- Zweites Juliwochenende: Challenge Roth, Triathlon-Festival (ehem. Ironman Europe)
- Ende Juli: „Roth bei Nacht“-Nachtführungen
- Zweites Augustwochenende: Rother Kirchweih
- Letztes Augustwochenende: Wallesau ist Blau Open Air (Musikfestival)
- Zweites Septemberwochenende: Rother Altstadtfest
- Oktober/November: Rother Kabarettherbst
- Anfang Dezember: Rother Weihnachtsmarkt

## Persönlichkeiten

### Söhne und Töchter der Stadt
In Roth geborene Persönlichkeiten, unabhängig von ihrem späteren Wirkungskreis
- Johann Pfotel (1445–1511), Rechtsgelehrter und Diplomat
- Johannes Heros (frühes 16. Jahrhundert), Schulmeister, Verfasser von Gedichten und eines Dramas
- Johann Matthias Gesner (1691–1761), Pädagoge, klassischer Philologe und Bibliothekar
- Johann Georg Geret (1694–1761), evangelischer Theologe und Pädagoge
- Karl August von Reisach (1800–1869), Erzbischof und Kurienkardinal
- Georg Konrad Rothbart (1817–1896), deutscher Architekt und Baumeister
- Ferdinand Rothbart (1823–1899), deutscher Radierer, Illustrator, Historienmaler und Konservator
- Anton Seitz (1829–1900), Maler im Freundeskreis von Carl Spitzweg
- Christian Pirner (1883–1968), General der Polizei und Chef der Bayerischen Landespolizei
- Sigmund Graff (1898–1979), Schriftsteller und Dramatiker
- David Haunfelder (1912–1989), Zahnmediziner und Hochschullehrer in Münster in Westfalen
- Heinz Miederer (1928–1990), Pfarrer und Rektor der Diakonie Neuendettelsau
- Helmut Kurt Weber (* 1933), Wirtschaftswissenschaftler und Hochschullehrer
- Heini Müller (* 1934), Fußballspieler, Deutscher Meister (1961)
- Benno Basso (1936–2022), Unternehmer und Mitglied des Bayerischen Senats (1992–1999)
- Heribert Thallmair (* 1936), Präsident des Bayerischen Senats (1996–1999)
- Friedrich Laux (* 1938), deutscher Prähistoriker
- Manfred Weiß (1944–2017), Bayerischer Staatsminister der Justiz (1999–2003)
- Rudolf Rossmeissl (* 1947), Mykologe und Autor
- Silke Wieprecht (* 1965), Hochschulprofessorin
- Heike Reiter (* 1969), Schriftstellerin
- Harald Stocker (* 1969), Wissenschaftsjournalist
- Volker Bauer (* 1971), Politiker (CSU)
- Jörg Fischer (* 1971), Jazz- und Improvisationsmusiker
- Sascha Heyna (* 1975), deutscher Journalist, Moderator und Sänger
- Patrick Lange (* 1981), Dirigent
- Christian Eigler (* 1984), Fußballspieler
- Benedikt Haag (* 1987), Chorleiter und Hochschullehrer
- Rebecca Robisch (* 1988), Duathletin und Triathletin
- Marko Friedrich (* 1991), deutscher Eishockeyspieler
- Matthias Roll (* 1991), Gründungsmitglied des Comedytrios Y-Titty
- Michael Heinloth (* 1992), deutscher Fußballspieler
- Taddl (* 1994), Webvideoproduzent und Rapper
- Lara Feith (* 1995), Film- und Theaterschauspielerin
- Marcel Götz (* 1996), Fußballspieler
- Jonas Scholz (* 1999), Fußballspieler

### Ehemalige Bürgermeister
- 1919–1945: Robert Groß
- 1945–1946: Ernst Supf (FDP), (kommissarisch)
- 1946–1969: Heinrich Pürner (SPD)
- 1969–1984: Friedrich Wambsganz (parteilos)
- 1984–1998: Hans Weiß (SPD)
- 1999–2011: Richard Erdmann (SPD)
- 2011–2021: Ralph Edelhäußer (CSU)

### Weitere Persönlichkeiten
Personen, die in Roth gewirkt bzw. gelebt haben und/oder verstorben sind:
- Eugen August Meinel (1819–1852), Mediziner und Arzt
- Eduard Rupprecht (1837–1907), lutherischer Pfarrer und apologetischer Schriftsteller, wirkte in den 1870er Jahren an der Kirche in Wallesau
- Emil August Podszus (1881–1968), deutscher Physiker und Erfinder
- Ernst Supf (1895–1970), deutscher Unternehmer und Politiker (FDP)
- Fritz Sotke (1902–1970), deutscher Autor und Komponist
- Hugo Karl Schmidt (1909–2009), evangelischer Pfarrer und Autor
- Rudolf Wöhrl (1913–2010), deutscher Unternehmer, gründete erste Filiale der Rudolf Wöhrl AG in Roth
- Hans Roser (1931–2005), evangelischer Pfarrer, CSU-Politiker und Autor
- Ernst Rossmeissl (1934–2012), Politiker (SPD)
- Konrad Porzner (1935–2021), Politiker (SPD), Präsident des Bundesnachrichtendienstes
- Ulrich Strunz (* 1943), Internist, Triathlet, Buchautor, „Fitnesspapst“
- Harry Wijnvoord (* 1949), Radio- und Fernsehmoderator
- Detlev Fröhlich (* 1953), deutscher Sanitätsoffizier im Generalsrang
- Peter Hufe (* 1954), deutscher Politiker (SPD)
- Reinhard Wolski (* 1955), General der Bundeswehr
- Rudolf Maus (* 1958), General der Bundeswehr